# 藤波慶忠
藤波 慶忠（ふじなみ よしただ）は、安土桃山時代の日本の公家、神宮祭主。

## 生涯
藤波康忠の子として、永禄元年に生まれる。永禄4年（1561年）、4歳で叙爵される。
父の卒去に伴って、元亀3年（1572年）、15歳で神宮祭主となる。天正年間には京都に還住する。天正16年2月22日（1588年3月19日）、昇殿を許された。
慶長3年（1598年）、公卿に列せられることなく、41歳で卒去した。

## 官歴
『歴名土代』による。
- 永禄4年（1561年）、従五位下
- 元亀2年7月28日（1571年8月18日）、神祇権少副
- 元亀3年9月16日（1572年10月22日）、従五位上、祭主
- 天正3年9月26日（1575年10月29日）、正五位下
- 天正5年6月14日（1577年6月29日）、従四位下
- 天正5年6月16日（1577年7月1日）、神祇権大副へ転任

## 系譜
- 父：藤波康忠
- 妻：女子 - 甘露寺経元の娘
  - 子：藤波種忠